# Alireza Nikbakht Vahedi

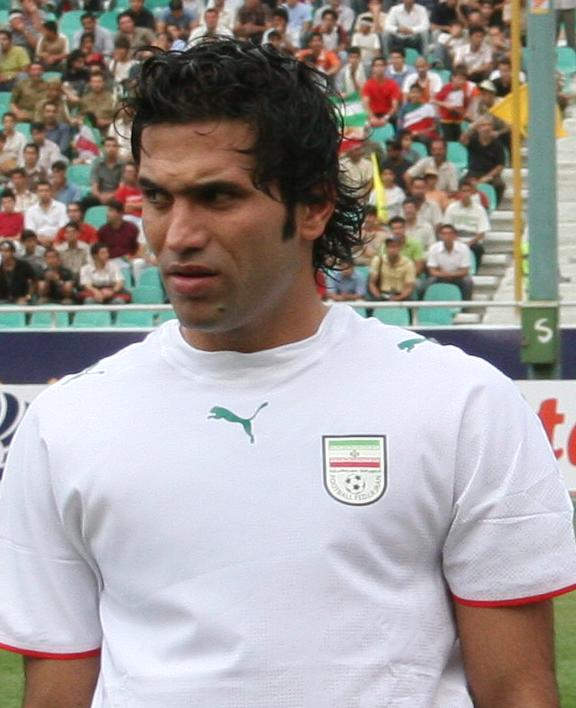
Alireza Nikbakht Vahedi 2006

Alireza Nikbakht Vahedi (* 23. Juni 1980 in Mashhad; persisch علیرضا نیکبخت واحدی) ist ein iranischer Fußballspieler. Er spielt in der iranischen Fußballnationalmannschaft und bei Persepolis Teheran als Mittelfeldspieler.
Sein erster Profi-Verein war Abu Moslem Mashhad in seiner Heimatstadt Mashhad, wo er nur 1999 unter Vertrag stand. Nachdem hatte er zu Esteghlal Teheran gewechselt.
Für die Nationalmannschaft spielt er seit 2000. Bisher hat er 64 Länderspiele bestritten und dabei elf Tore erzielt. Er nahm an der Asienmeisterschaft 2007 teil und stand ursprünglich im iranischen Kader für die Weltmeisterschaft 2006. Wegen einer Verletzung nahm er dann jedoch nicht an der WM teil.